# Полет 232 на „Юнайтед Еърлайнс“
Полет 232 на „Юнайтед Еърлайнс“ е редовен вътрешен полет на „Юнайтед Еърлайнс“ от международното летище Стейпълтън, Денвър, Колорадо, до международното летище „Филаделфия“, Филаделфия, Пенсилвания, с междинно спиране на международното летище „О'Хеър“, Чикаго, Илинойс, Съединените американски щати. На 19 юли 1989 г. самолетът „Макдонъл Дъглас DC-10-10“, който изпълнява полета, се приземява аварийно на летище „Су Сити“, Су Сити, Айова, след като претърпява катастрофална повреда на двигателя, монтиран на опашката, поради незабелязан производствен дефект в диска на вентилатора на двигателя, който довежда до загуба на всички контроли на полета.
Самолетът удря земята с дясното си крило и разлива гориво, което се запалва. Опашната част се отделя от при удара, а останалата част от самолета отскача и счупва фюзелажа на няколко основни части. При последния удар дясното крило се откъсва и основната част на самолета се плъзга настрани, преобръща се и влиза в царевично поле вдясно от пистата. От 296 пътници и екипаж на борда, 112 загиват по време на инцидента, а 184 души оцеляват. Въпреки смъртните случаи инцидентът се счита за добър пример за успешно управление на ресурсите на екипажа. Опитни тестови пилоти в симулатори не успяват да възпроизведат такова кацане и то е наречено „Невъзможното кацане“, защото се смята за едно от най-впечатляващите кацания, извършвани някога в историята на авиацията.
Това е най-смъртоносният инцидент с един самолет в историята на „Юнайтед Еърлайнс“. Мемориалът на полет 232 е построен по поречието на река Мисури в Су Сити, Айова, за да отбележи героизма на екипажа на полета и спасителните усилия, предприети от общността на Су Сити след катастрофата. Той включва статуя на подполковник от Националната гвардия на Айова Денис Нилсен от новинарска снимка, направена докато той носи тригодишно дете на безопасно място.